# История евреев в Хорватии
История еврейской общины в Хорватии начинается, по крайней мере, в III веке н. э.; при этом, сведения об общине до X века фрагментарны. К началу Второй мировой войны в общине насчитывалось около 20 000 человек, большинство из которых были убиты во время Холокоста на территории Независимого государства Хорватия. После Второй мировой войны половина оставшихся в живых предпочла поселиться в Израиле, в то время как около 2500 человек продолжали жить в Хорватии. Согласно переписи 2011 года, в стране проживало 509 евреев.
Сегодня в Хорватии работают восемь синагог и связанных с ними организаций: они расположены в Загребе, Риеке, Осиеке, Сплите, Дубровнике, Чаковеце, Даруваре, Славонски-Броде. Из них сообщество Загреба является крупнейшим и самым активным, организующим мероприятия по пропаганде еврейской культуры и самобытности, такие как ежегодный еврейский кинофестиваль в Загребе.

## История общины

### Древняя община
Еврейские торговцы и купцы впервые прибыли в северную Хорватию в первые века нашей эры, когда римский закон разрешил свободное передвижение по всей империи. Археологические раскопки в Осиеке обнаружили синагогу III века нашей эры, а раскопки в Солине — еврейские могилы того же периода. Обнаружена также и еврейская община в Сплите, также относящаяся к III веку. В VII веке евреи искали убежища во Дворце Диоклетиана после того, как столица Далмации — Салона — была захвачена аварами; синагога была построена у западной стены дворца в XVI веке, а потомки жителей Салоны по-прежнему живут в этом районе.

### Раннее Средневековье
Одним из старейших письменных источников, который может указывать на присутствие евреев на территории Хорватии, являются письма визиря Хасдай ибн Шапрута, которые он отправлял правителю Хазарского каганата Иосифу; данная переписка относится к X веку.

### Позднее Средневековье
Еврейские общины Хорватии «процветали» в XIII и XIV веках — отношения с соседями были мирными. Это закончилось в 1456 году, когда евреи вместе с большинством некатолических хорватов были выселены из страны. За этим последовали 200 лет, в течение которых в Хорватии не было записей о присутствии евреев. При этом, в те же два столетия, хорватские евреи часто находились в дипломатических миссиях в Боснии — от имени Венецианской республики.

### Прибытие испанских беженцев
В XV веке, во время Реконкисты, существенно возросло число жертв гонений, направленных против евреев в Испании. С 1492 года еврейские беженцы, изгнанные из Испании, прибыли на территории Османской империи — включая её балканские провинции, Македонию и Боснию. Некоторые из этих беженцев оказались и на территории современной Хорватии: в частности, в Сплите и в Дубровнике, а также — на побережье Далмации.

### Правление Габсбургов
В XVII веке, при правлении династии Габсбургов, евреям все ещё не разрешалось селиться в северной Хорватии. Евреи оказывались на территории Хорватии как купцы и торговцы, в основном — из соседней Венгрии. Им, как правило, разрешалось оставаться в регионе только на несколько дней. В начале XVII века хорватский парламент («Sabor») подтвердил запрет на постоянное проживание, после того как еврейская семья попыталась обосноваться в Цуршеваце.
В 1753 году, хотя официальный запрет продолжал действовать, генерал Бек — военачальник Вараждинского района — всё же разрешил евреям поселиться в Бьеловаре, Копривнице и Вараждине. В целях упорядочения «обращения с евреями» в Хорватии граф Франчо Патачич, по приказу Королевского управления в Вараждине, написал подробный доклад, в котором говорилось, что «большинство евреев являются торговцами, а торговля делает города процветающими».
Запрет на еврейское поселение на севере Хорватии продолжался до 1783 года — до тех пор, пока не вступил в силу Указ о толерантности от 1782 года, изданный Иосифом II. Впоследствии евреям разрешалось поселяться в Хорватии, но им не разрешалось владеть землей или заниматься какой-либо торговлей, защищенной гильдиями; им также не разрешалось заниматься сельским хозяйством. Несмотря на эти ограничения, евреи поселились в Загребе и Вараждине.
В 1840 году парламент проголосовал за «постепенное» обеспечение полного равенства для евреев — и в течение следующих 33 лет действительно наблюдался постепенный прогресс. В 1867 году была открыта новая Большая Загребская синагога, и раввин Осия Якоби стал главным раввином Загреба. В 1873 году Иван Мажуранич подписал указ, предусматривающий полное юридическое равенство евреев, и государственное финансирование было предоставлено еврейским общинным учреждениям, наряду с другими конфессиями.